# Simmia di Tebe
Simmia di Tebe (fl. V secolo a.C.) è stato un filosofo greco antico vissuto nella seconda metà del V secolo a.C. 
Ex allievo del pitagorico Filolao, che aveva insegnato a Tebe per un certo tempo, Simmia si era poi convertito alla filosofia socratica.
La sua figura compare come uno dei protagonisti nel dialogo platonico Fedone dove, assieme a Cebete, anche lui discepolo di Filolao, discute con Socrate sull'immortalità dell'anima. Assieme a Cebete cercherà di organizzare l'evasione dal carcere di Socrate che rifiuterà invece di fuggire.
Il suo pensiero è quasi del tutto sconosciuto e dal dialogo platonico non si può determinare con certezza se la teoria dell'anima come fusione armonica con il corpo che egli sostiene e che viene poi ripresa dal peripatetico di tendenza pitagorica Aristosseno, sia sua o del maestro Filolao.
Simmia si ritrova come protagonista nell'opera di Plutarco De genio Socratis e Diogene Laerzio gli attribuisce 23 titoli di dialoghi raccolti in un unico volume.